# Valentin von Holst
Valentin von Holst (ur. 14 marca 1839 w Fellinie, zm. 24 czerwca?/7 lipca 1904 w Seis) – niemiecki lekarz neurolog i psychiatra.
Nauki pobierał w rodzinnym Fellinie (dziś Viljandi), następnie studiował medycynę na Uniwersytecie w Dorpacie. Po otrzymaniu tytułu doktora medycyny wyjechał za granicę, specjalizował się w Berlinie i Wiedniu. Od 1868 praktykował w Rydze. W 1884 otworzył prywatną lecznicę dla chorych nerwowo. Od 1890 był wicedyrektorem szpitala miejskiego w Rydze. Żonaty z Agnes Senff, córką profesora Carla Eduarda Senffa. Zmarł w tyrolskiej miejscowości Seis, został pochowany w Rydze.

## Wybrane prace
- Zur Lehre von den Selbstamputationen: Inaugural-Dissertation zur Erlangung des Doctorgrades. Dorpat, 1863
- Zeiter Bericht über die Thätigkeit der Heilanstalt für Nervenkranke: nebst Mittheilungen über practische Erfahrungen auf dem Gebiete des Hypnotismus. Riga, 1889
- „Erkenntnisse” nicht „Bekenntnisse” eines alten Arztes. Riga: Jonck und Poliewsky, 1902
- Erfahrungen aus einer vierzigjaehrigen neurologischen Praxis. Stuttgart: Enke, 1903